# 瑞秋·布萊特
瑞秋·布萊特（Rachel Bright， 1979年—）是一位英國的作家及插畫家，現與伴侶及兩名女兒一同居住於多塞特郡。

## 教育背景
布萊特在肖普郡成長，於新學院專攻藝術，再進入金斯頓大學學習圖形設計。此外，布萊特還在英國西部大學的布里斯托爾分校取得版畫碩士學位。

## 職業生涯
金斯頓大學畢業之後，布萊特曾於Smythson站具店擔任設計師。她也曾短暫在維珍大西洋航空擔任空姐，後決定離職，專心投入藝術事業。布萊特迄今已撰寫並繪製了24本著作，其中包括受孩童喜愛的繪本系列《Love Monster》。該系列於2020年被改編成動畫兒童節目，布萊特為該節目又編寫了《Challenge Yourself Day》和《Lost Things Day》兩個專輯。
布萊特也是《The Lion Inside》系列（Jim Field繪圖）和《Dino Feelings》系列（Chris Chatterton繪圖）的作者。她的作品銷量超過三百萬本，並被翻譯成四十種語言。
2021年，布萊特受到Beatrix Potter創作的彼得兔啟發，發展出《Peter Rabbit Head Over Tail》作品，由Nicola Kinnear擔綱插畫。隨後於2022年，她推出了《Peter Rabbit Hide and Seek》。第三部作品《Peter Rabbit Up and Away》將於2024年問世。